# Univerzita v Salamance
Univerzita v Salamance (španělsky: Universidad de Salamanca; latinsky:Universitas Studii Salamanticensis) je nejstarší univerzitou Španělska a čtvrtou nejstarší v Evropě.

## Historie
Škola byla zřízena roku 1218 králem Alfonsem IX. Leónským, aby obyvatelé leónského království nemuseli odcházet studovat do Kastilie. Za Francisca de Vitoria byla roku 1526 založena Salamancká škola, centrum španělské scholastiky. Vitoriovi studenti byli zakladateli přirozeného práva a klasické ekonomie. Na konci španělského zlatého věku (1550 až 1650) všeobecná úroveň španělského školství klesla.[zdroj?]
Mezi světovými válkami byl rektorem spisovatel a filosof Miguel de Unamuno, který zde vyučoval řečtinu. V Salamance existuje od roku 1940 také Papežská univerzita Salamanca. Nahrazuje také fakulty teologie a kanonického práva, které byly zrušeny španělským státem v 19. století.[zdroj?]

## Známí profesoři a studenti
- Abd el-Krim
- Luis de León
- Francisco de Vitoria
- Domingo de Soto
- Jan od Kříže
- Elio Antonio de Nebrija
- Martin de Azpilcueta
- Alfonso de Castro
- Diego de Covarrubias y Leyva
- Fernando Vázquez de Menchaca
- Luis de Góngora
- Hernán Cortés
- Gaspar de Guzmán
- Jules Mazarin
- Pedro Calderón de la Barca
- Miguel de Unamuno
- Pedro Salinas
- Pedro de Soto
- Adolfo Suárez